# Ngolokwangga
Ngolokwangga (Ngulukwongga, Ngulugwongga), pleme australskih Aboridžina s obje obale rijeke Daly na Sjevernom Teritoriju, Australija. U starijoj literaturi bili su poznati kao Mulukmuluk, a javlja se i u varijantama Malak Malak, Mullukmulluk, Mallak-mallak, Malag-Malag, Mullik-mullik, Mollak-mollak i Malack-malack. Plemenski teritorij prostirao se na 1000 četvornih kilometara. Od njihovih hordi spominju se Komorrkir (Basedow, 1907) koji su se osamostalili kao zasebno pleme pod imenom Kamor. Druga horada bila je Djiramo.
Ngolokwangga populacija im iznosi 9 do 11 (1988 SIL). Jezično pripadaju porodici daly, skupina malagmalag koja obuhvaća 4 jezika: tyaraity, mullukmulluk, madngele i kamu.

## Vanjske poveznice
- Ngolokwangga (NT)  Arhivirana inačica izvorne stranice od 29. srpnja 2008. (Wayback Machine)
- Mullukmulluk